# Balsaminacee
Balsaminaceele (Balsaminaceae) sunt o familie de plante angiosperme dicotiledonate cu circa 800 specii, care cuprinde plante ierbacee, anuale, adesea suculente și cu noduri umflate, răspândite mai ales în zonele tropicale având ca tip balsamina (Impatiens balsamina).  Frunzele sunt întregi, simple, nestipelate, cu dispoziție alternă, opuse sau verticilate. Florile sunt zigomorfe, hermafrodite, pentamere, pintenate (cu un pinten format de sepala posterioară), colorată corolinic, solitare sau grupate în raceme. Caliciul dialisepal cu 3-5 sepale colorate, dintre care sepala posterioară foarte mare, pintenată și petaloidă; din totalul de 5 sepale rămân numai 3 prin nedezvoltare celor 2 sepale anterioare. Corolă dialipetală cu 3-5 petale, petalele laterale sunt concrescute câte 2. Androceul cu 5 stamine episepale, alterne cu petalele, filamentele scurte și anterele concrescute într-un organ care acoperă pistilul ca o căciulă sau o glugă. Gineceul este format din 5 carpele, unite într-un ovar superior cu 5 loji la interior, cu numeroase ovule apotrope și cu un stil scurt deasupra;  placentație axilară. Fructul este o capsulă cărnoasă suculentă ce nu se usucă la maturitate,  care prin atingere crapă exploziv prin crăpături în 5 valve care se răsucesc în interior, răspândindu-și astfel semințele la depărtare.

## Specii din România
Flora României conține 5 specii, una spontană (Impatiens noli-tangere) și 4 cultivate, aparținând genului Impatiens:  
- Impatiens balsamina – Balsamina, Canale, Copăcei, Răchițele
- Impatiens glandulifera
- Impatiens noli-tangere – Slăbănog
- Impatiens parviflora
- Impatiens walleriana